# Vassilis Lakis
Vassilis Lakis (Grieks: Βασίλης Λάκης) (Thessaloniki, 9 september 1976) is een voormalig Grieks voetballer. De aanvaller stond bekend om zijn snelheid. In zijn vaderland stond hij bekend om het feit dat hij dikwijls gemakkelijke kansen miste. Maar zijn snelheid, snijdende passes en inzicht compenseerden dit.
Lakis was lid van het Grieks voetbalelftal dat Euro 2004 won. Hij verscheen tijdens dit toernooi tweemaal op het veld als vervanger, tegen Portugal in de groepsfase en tegen Frankrijk in de kwartfinale. Hij speelde tot 2 juli 2007 bij AEK Athene na een seizoen bij Crystal Palace FC te hebben gespeeld (2004-2005). Op 2 juli 2007 werd zijn contract door AEK Athene ontbonden, op 3 juli 2007 tekende hij een contract bij PAOK Saloniki dat hem voor drie jaar aan de club bond.